# 草協聯盟
草協聯盟是中國國民黨內的青工會、青年團等新生代成員在2016年大選慘敗後一度建立的一個組織。提出了黨內青年主體性、中華民國本土論述、尋回創黨路線、議會路線群眾化等四大理念。
“草协”的发起人国民党前青年团总团长徐巧芯、蕭敬嚴、前青年团执行长李正皓等。
草協聯盟曾提出将“中国国民党”去掉“中国”二字等主张，引發爭議。而親統派的邱毅等人则認為草協聯盟才是需要「被改革的人」，并成立「制度者聯盟」與「草協聯盟」抗衡。
發起人之一的李正皓後來被男性網友指控涉入性醜聞、作假帳，草協聯盟聲譽受損，進入司法調查，草協聯盟相關活動也被迫暫停。2016年2月26日，草協聯盟宣布暫停運作。
李正皓各項爭議事件經過1年10個月司法調查，被指控的罪名獲不起訴，而李正皓反告爆料網友誹謗罪，勝訴定讞，爆料網友需賠償李正皓五萬元。李正皓受訪指出：「他告爆料者一審、二審都是勝訴，這樣的結果相信已經勝過千言萬語的辯解。」